# 박준승
박준승(朴準承, 1866년 11월 24일 ~ 1927년 3월 23일)은 천도교 지도자이며 한국의 독립운동가이다. 민족대표 33인 중 한 사람이다. 천도교 도호는 자암(물수변+此菴)이다.

## 생애
전라북도 임실 출생으로, 김영원의 영향으로 1891년 천도교에 입교하여 3년 뒤 발생한 동학농민운동에 참가했다. 운동이 실패로 끝나고 전봉준이 처형당한 후 남접에서 지하 활동을 계속하였고, 손병희의 갑진개혁운동에 동참했다.
1916년 전라도 지역 천도교 수장이 되었다. 1919년 2월 손병희로부터 독립만세 시위 권유를 받고 기미독립선언서 5천 매를 미리 인쇄하여 전라북도의 임실, 남원, 장성 등지에서 배포하여 궐기하게 하였다. 2월 25일 상경했다가 3·1 운동에 대한 설명을 듣고 민족대표 33인으로 참가했다. 독립선언서 서명, 낭독을 마치고 체포되어 경성복심법원에서 보안법 및 출판법 위반으로 징역 2년형을 선고 받았다. 서대문감옥에서 복역을 마치고 출감 후 1927년 3월 23일 사망하였다.

### 공판 중 진술 내용
조선은 4천년 전에 건국하였으며 나도 날 때는 독립국 국민이었다. 그런데 일본에 병합되었기 때문에 우리들은 독립할 운동을 하지 않으면 안 된다는 것이다. 뿐만 아니라 지금은 구주(歐洲)에서 국제연맹회의를 하고 있는 고로 이 좋은 기회에 독립하지 아니하면 안될 줄로 생각한다.

## 사후
- 대한민국 정부는 그의 공헌을 기려 1962년 건국훈장 대통령장을 추서하였다.
- 정읍의 충무공원에 추모비가 세워져 있다.[1]

## 같이 보기
- 독립유공자로 대통령장을 수여받은 사람

## 참고자료
- 박준승 : 독립유공자 공훈록 - 국가보훈처
- 1997년 3월 이달의 독립운동가 박준승
- 대한민국 국가보훈처, 이 달의 독립 운동가 상세자료 - 박준승 보관됨 2016-03-04 - 웨이백 머신, 1997년
- 김삼웅 (1997). 〈10. 박준승〉. 《33인의 약속》. 서울: 산하. ISBN 8976501578.